# Chatphong Orachun
Chatphong Orachun – tajski zapaśnik walczący w stylu wolnym. Srebrny medalista igrzysk Azji Południowo-Wschodniej w 2005. Siódmy na mistrzostwa Azji juniorów 2005 roku.